# 价川炭鉱線
价川炭鉱線（ケチョンタングァンせん）は、朝鮮民主主義人民共和国平安南道价川市にある自作駅から前進駅までを結ぶ鉄道路線である。

## 路線データ
- 路線距離：自作～前進間4.2km
- 駅数：2（両端駅を含む）
- 軌間：1435mm
- 電化区間：全線（直流3000V）
- 複線区間：なし

## 駅一覧
- 駅所在地は全線平安南道价川市内。

| 駅名   | 駅名   | 駅名    | 駅間キロ (km) | 累計キロ (km) | 接続路線             |
| 日本語 | 朝鮮語 | 英語    | 駅間キロ (km) | 累計キロ (km) | 接続路線             |
| ------ | ------ | ------- | ------------- | ------------- | -------------------- |
| 自作駅 | 자작역 | Chajak  | 0.0           | 0.0           | 北朝鮮鉄道省：満浦線 |
| 前進駅 | 전진역 | Chŏnjin | 4.2           | 4.2           |                      |

## 参考資料
- 国分隼人（2007年）. 『将軍様の鉄道 北朝鮮鉄道事情』, 新潮社. ISBN 9784103037316